# Elisabeth Christina von Linné
Pour les articles homonymes, voir Linné.
Elisabeth Christina von Linné, née le 14 juin 1743 et décédée le 15 avril 1782, est une botaniste suédoise, fille de Carl von Linné et de Sara Elisabeth Moræa.

## Biographie

### Jeunesse et vie de famille
Il n'y a pas d'information directe sur l'éducation d'Elisabeth Christina von Linné. Cependant, étant donné que son frère Carl von Linné le Jeune reçoit des cours à domicile pour préparer ses études universitaires et qu'elle fréquente les élèves de son père, qui reçoivent également des cours dans la maison familiale, il est probable qu'elle a reçu des cours à domicile par les mêmes professeurs que son frère et les élèves de son père, peut-être même avec eux, ce qui n'est pas rare en Suède à cette époque.
Elle connait plusieurs élèves de son père, dont Erik Gustaf Lidbeck et Daniel Solander. Elle aurait souhaité épouser ce dernier, mais il n'est jamais rentré en Suède après son expédition avec James Cook.
Elle épouse le major Carl Fredrik Bergencrantz en 1764 et a deux enfants. Cependant, elle quitte son mari et retourne vivre chez ses parents quelques années après son mariage parce qu'elle subit des violences conjugales. Elle est morte à l'âge de 39 ans et ses enfants sont également morts avant d'atteindre l'âge adulte. Sa mère attribue sa mort précoce aux violences qu'elle a subies pendant son mariage.

### Activités scientifiques
Elisabeth Christina von Linné est considérée comme la première femme botaniste de Suède au sens moderne du terme, bien qu'elle n'ait reçu aucune éducation formelle. C'est elle qui décrit pour la première fois le phénomène optique en raison duquel la Grande capucine (Tropaeolum majus) semble envoyer de petits éclairs, aujourd'hui appelé le phénomène Elisabeth Linné en son honneur.
Elle publie ses observations sur le sujet dans un article pour l'Académie royale des sciences de Suède en 1762, à l'âge de 19 ans, sous le titre Om indianska krassens blickande ("Concernant le scintillement de la Grande capucine"). Cet article est remarqué par le médecin, scientifique et poète anglais Erasmus Darwin. Il y fait référence dans son ″The botanic garden, part II, containing the loves of the plants″ (1789) dans lequel il rapporte également une confirmation du phénomène par M. Haggren, un maître de conférence en histoire naturelle qui a publié ses découvertes à Paris en 1788.
Les poètes William Wordsworth et Samuel Taylor Coleridge ont lu les récits de Darwin au début de leur carrière et, influencés par ces récits, ils ont fait référence à des fleurs clignotantes dans leurs poèmes, Wordsworth dans ″I wandered lonely as a cloud″ aussi appelé "Daffodils" (′They flash upon that inward eye′) et Coleridge dans ses ″Lines Written At Shurton Bars ...″ (′Flashes the golden-coloured flower / A fair electric flame′). C'est ainsi qu'Elizabeth Linnaeus est venue, par l'intermédiaire de Darwin, influencer les pionniers de la poésie romantique anglaise. 